# PC Bruno
Koordinaten: 48° 44′ 24″ N, 2° 43′ 19,2″ O
PC Bruno war der Tarnname einer geheimen nachrichtendienstlichen Einrichtung der Alliierten, die sich erfolgreich mit der Entzifferung des von der deutschen Wehrmacht mithilfe der Rotor-Schlüsselmaschine Enigma verschlüsselten Nachrichtenverkehrs befasste. PC Bruno existierte während des Zweiten Weltkriegs in der Zeit ab Oktober 1939 bis Juni 1940. Das Kürzel PC stand für den französischen Ausdruck poste de commandement (deutsch: „Kommandoposten“ oder „Gefechtsstand“). Sein Sitz war das Château de Vignolles (deutsch: Schloss Vignolles) bei Gretz-Armainvilliers, etwa 30 km südöstlich von Paris. Es beherbergte die nach dem Treffen von Pyry und dem kurz darauf erfolgten deutschen Überfall auf Polen geflohenen polnischen Kryptoanalytiker des Biuro Szyfrów (BS) (deutsch: „Chiffrenbüro“). Dazu gehörten Marian Rejewski, Jerzy Różycki und Henryk Zygalski, ihre Chefs Gwido Langer und Maksymilian Ciężki, sowie weitere Mitarbeiter des BS und auch des AVA-Werks, wie Antoni Palluth und Edward Fokczyński. Mit der deutschen Offensive gegen Frankreich im Juni 1940 mussten sie erneut vor der anrückenden Wehrmacht flüchten und fanden einen neuen Standort (Tarnname: „Cadix“) bei Uzès in der freien südlichen Zone Frankreichs.

## Vorgeschichte

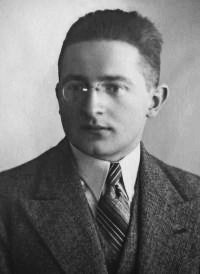
Der polnische Kryptoanalytiker Marian Rejewski (1932)

Nach Erfindung der Enigma im Jahr 1918 durch den Deutschen Arthur Scherbius wurde ab Mitte der 1920er-Jahre von der Reichswehr der Weimarer Republik zunächst versuchsweise und ab 1930 zunehmend regulär diese damals innovative Art der maschinellen Verschlüsselung eingesetzt. Deutschlands Nachbarn, vor allem Frankreich, Großbritannien und Polen verfolgten dies mit Argwohn, insbesondere als 1933 die nationalsozialistische Herrschaft begann und im Zuge der Aufrüstung der Wehrmacht sich diese Schlüsselmaschine als Standardverfahren etablierte. Während es Franzosen und Briten nicht gelang, in die Verschlüsselung einzubrechen und sie die Enigma als „unknackbar“ einstuften, glückte dem 27-jährigen polnischen Mathematiker Marian Rejewski bei seiner Arbeit in dem für Deutschland zuständigen Referat BS4 des polnischen Biuro Szyfrów (BS) (deutsch: „Chiffrenbüro“), bereits im Jahre 1932 der erste Einbruch (siehe auch: Entzifferung der Enigma). Dazu nutzte er zusammen mit seinen Kollegen Jerzy Różycki und Henryk Zygalski einen schwerwiegenden verfahrenstechnischen Fehler aus, der den Deutschen unterlaufen war.
Die kryptanalytischen Erfolge des BS konnten, trotz der von deutscher Seite immer wieder neu eingeführten kryptographischen Komplikationen, bis 1939 kontinuierlich fortgeführt werden, während sich zeitgleich französische und britische Stellen vergeblich um die Entzifferung der Enigma bemühten. Die polnischen Spezialisten hatten sich außer Enigma-Nachbauten auch zwei speziell zur Entzifferung dienende Maschinen konstruiert, genannt Zyklometer und Bomba, die zwei beziehungsweise dreimal zwei hintereinander geschaltete und um jeweils drei Drehpositionen versetzte Enigma-Maschinen verkörperten. Kurz vor dem deutschen Überfall auf ihr Land und angesichts der akut drohenden Gefahr, entschlossen sie sich, ihr gesamtes Wissen über die erkannten Schwächen der Maschine und der deutschen Verfahren sowie ihre bewährten Methoden zu deren Entzifferung und auch Entzifferungsergebnisse an ihre Verbündeten weiterzugeben. Am 26. und 27. Juli 1939 kam es zum legendären Geheimtreffen französischer, britischer und polnischer Codeknacker im Kabaty-Wald von Pyry etwa 20 km südlich von Warschau, bei dem die Polen den verblüfften Briten und Franzosen ihre erfolgreichen Methodiken offenlegten.
Kurz darauf, im September 1939, mussten die Spezialisten des BS vor der anrückenden Wehrmacht aus Polen flüchten und fanden Asyl in Frankreich. Sie wurden gastfreundlich von ihren französischen Verbündeten aufgenommen und konnten zusammen mit ihnen ihre Entzifferungsarbeit gegen die deutsche Maschine wieder aufnehmen und erfolgreich fortsetzen. Dazu wurde ihnen von den Franzosen, unter Federführung von Commandant (Major) Gustave Bertrand, das Château de Vignolles zur Verfügung gestellt, wo sie unter dem Decknamen PC Bruno im Oktober 1939 ihre Arbeit aufnahmen.

## Gliederung
Neben den aus Polen (P) geflüchteten etwa 15 Spezialisten gehörten zum PC Bruno rund 50 französische (F) Mitarbeiter und ein britischer (B) Verbindungsoffizier. Ähnlich wie vorher das Biuro Szyfrów war es in mehrere Referate (französisch: Sections) unterteilt.
- Leitung
  - Commandant (Major) Gustave Bertrand (F), Chef der Sektion D Décryptement et Interceptions des französischen Geheimdienstes
  - Podpułkownik (Oberstleutnant) Gwido Langer (P), vormals Chef des Biuro Szyfrów
  - Captain (Hauptmann) Kenneth „Pinky“ McFarlan (B)
- Section Allemande (Deutsches Referat)
  - Referatsleitung
    - Commandant Renard (F)
    - Major Maksymilian Ciężki (P), Langers Stellvertreter und vormals Chef des für Deutschland zuständigen Referats BS4 des Biuro Szyfrów

  - Interception radio (Funkerfassung)
    - Podporucznik (Leutnant) Edward Fokczyński (P)
    - Lieutenant (Oberleutnant) Annequin (F)
    - L. Siedenmeyer (F)

  - Cryptanalyse mécanique (Mechanische Kryptanalyse)
    - Marian Rejewski (P), polnischer Kryptoanalytiker aus dem BS4
    - Podporucznik (Leutnant) Antoni Palluth (P)
    - Jerzy Różycki (P), polnischer Kryptoanalytiker aus dem BS4
    - Henryk Zygalski (P), polnischer Kryptoanalytiker aus dem BS4
    - Kazimierz Gaca (P)
    - Henryk Paszkowski (P)
    - Ryszard Krajewski (P)
    - Capitaine Henri Braquenié (F),[5] französischer Kryptoanalytiker
    - Capitaine Larcher (F)
- Section Russe (Russisches Referat)
  - Referatsleitung
    - Capitaine Couey (F)
    - Major M. Chasles (F)

  - Interception radio (Funkerfassung)
    - Podporucznik Antoni Palluth (P)
    - Capitaine Mariele (F)
    - Capitaine Chadapaux (F)
    - Sergent (Unteroffizier) Eclancher (F)

  - Cryptanalyse mécanique (Mechanische Kryptanalyse)
    - Kapitan (Hauptmann) Jan Graliński (P)
    - Stanislaw Szachno (P)
    - Piotr Smolenski (P)

## Arbeit
In den kommenden Monaten, ab Oktober 1939, entwickelte sich eine fruchtbare Zusammenarbeit nicht nur zwischen den französischen und polnischen Codeknackern nahe Paris, sondern auch zu ihren Verbündeten auf der anderen Seite des Ärmelkanals, den britischen Codebreakers im englischen Bletchley Park (B.P.). Vom 3. bis zum 7. Dezember 1939 besuchten Langer und Braquenié ihre Kollegen von B.P. und intensivierten die multilaterale Zusammenarbeit. Es wurde vereinbart, die polnischen Spezialisten nicht ins Vereinigte Königreich zu holen, sondern sie in Frankreich zu belassen, wo sich auch die Polnische Exilregierung etabliert hatte und die polnischen Streitkräfte sich neu formierten.
PC Bruno und B.P. arbeiteten intensiv und gemeinsam erfolgreich am weiteren Bruch der deutschen Maschine. Interessanterweise tauschten sie ihre Informationen gegenseitig über Funk aus, wobei sie die Funksprüche selbstverständlich verschlüsselten, damit niemand die geheimen Informationen mitlesen konnte. Dazu benutzten sie eine Verschlüsselungsmethode, von der sie genau wussten, dass sie extrem schwierig zu entziffern war – die deutsche Enigma.
Im Januar 1940 besuchte sie Alan Turing, einer der führenden Codebreaker aus B.P. und besprach mit ihnen, insbesondere mit Rejewski, wichtige Details ihrer Entzifferungsverfahren. Noch im selben Monat, am 17. Januar, gelang der erste Bruch von Enigma-Funksprüchen aus der Kriegszeit, und zwar vom 25. und 28. Oktober 1939. In den folgenden Wochen gelang es ihnen immer schneller, zunächst die von der deutschen Luftwaffe und später auch die vom Heer mit der Enigma I verschlüsselten Nachrichten zu brechen. Ab dem 4. April konnten sie die verschlüsselten deutschen Funksprüche innerhalb von 24 Stunden lesen. Die daraus abgeleiteten nachrichtendienstlichen Erkenntnisse und kriegswichtigen Informationen wurden von den Briten unter dem Decknamen „Ultra“ zusammengefasst. Während der nächsten Monate entzifferten sie mehrere Tausend deutsche Funksprüche und kannten die Klartexte zuweilen, bevor die befugten deutschen Empfänger sie entschlüsselt hatten. Sie erlangten so wichtige militärische Informationen, beispielsweise über die im April 1940 laufende deutsche Invasion Norwegens (Deckname „Unternehmen Weserübung“) und die am 10. Mai desselben Jahres durch die Wehrmacht begonnene Offensive im Westen, die zur Besetzung der Niederlande, Belgiens und Luxemburgs führte („Fall Gelb“).
Mit dem weiteren Vorrücken der Wehrmacht im Juni 1940 („Fall Rot“), geriet auch die französische Hauptstadt und damit auch der nur wenige Kilometer davon entfernte Stützpunkt PC Bruno in akute Gefahr. Kurz nach Mitternacht am 10. Juni, entschloss sich daher Bertrand zur Evakuierung und flog mit seinen Mitarbeitern nach Oran in Algerien. Frankreich kapitulierte kurz darauf und wurde geteilt. Während der nördliche und westliche Teil unter deutsche Besatzung kam, blieb der südliche unbesetzt und zur Zone libre (deutsch: „Freie Zone“) erklärt. Im September kamen Bertrand und seine Mannschaft heimlich nach Frankreich zurück und setzen ihre Arbeit an neuem Standort im Château de Fouzes (deutsch: Schloss Fouzes) nahe der südfranzösischen Gemeinde Uzès in der Zone libre fort. Als neuen Tarnnamen wählten sie „Cadix“.